# Festung Achalziche

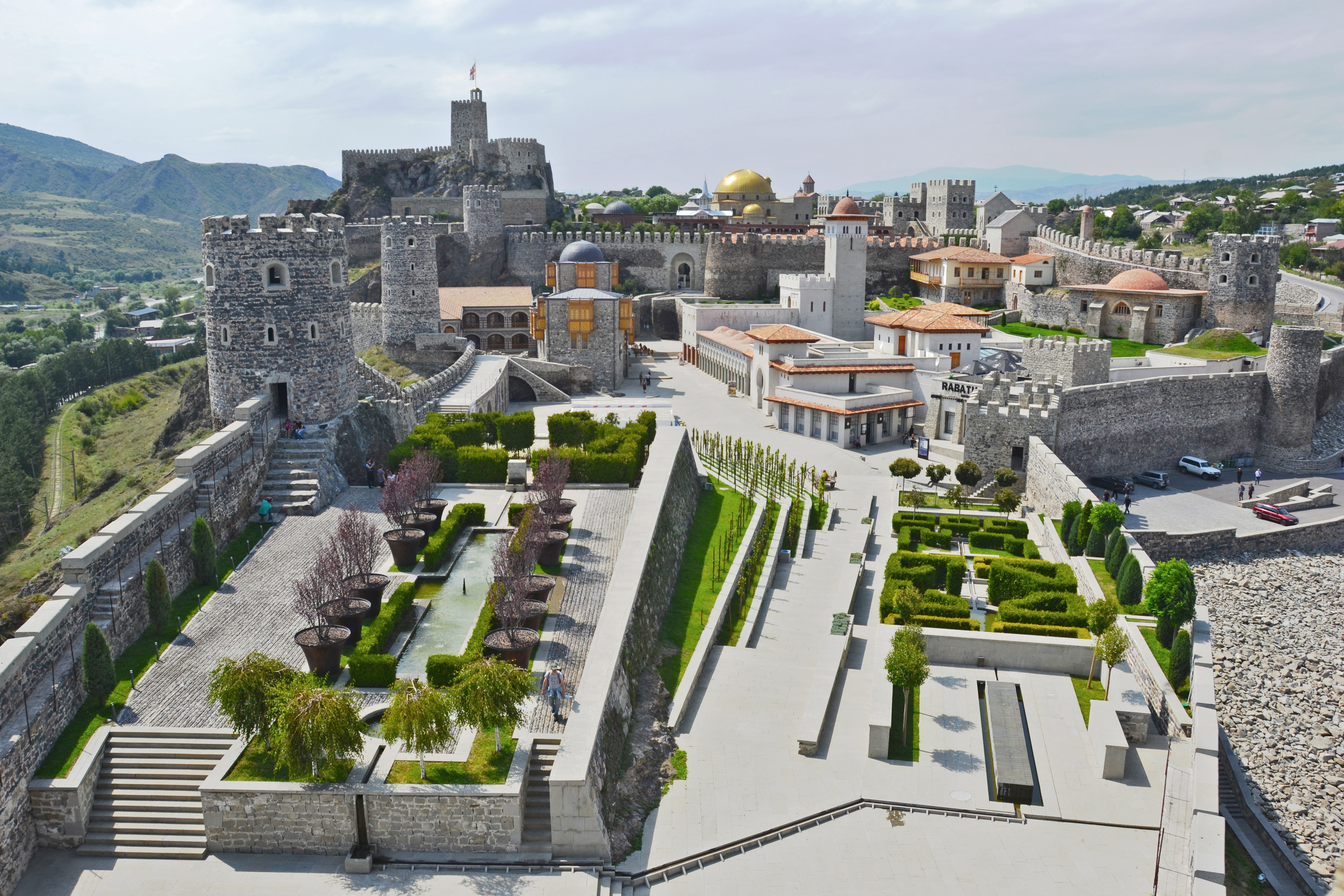
Blick auf die restaurierte Anlage (2016)

Die Festung Achalziche (Rabati) (georgisch ახალციხის (რაბათის) ციხე) ist eine mittelalterliche Festung, die im 9. Jahrhundert unter dem Namen „Lomsia“ in der Stadt Achalziche im Süden Georgiens erbaut wurde. Renovierungsarbeiten wurden 2012 abgeschlossen. Zusammen mit der Höhlenstadt Wardsia ist sie eine der Hauptattraktionen der Region Samzche-Dschawachetien.

## Name
Der ursprüngliche Name der Festung im 9. Jahrhundert war Lomsia, was aus dem Georgischen mit „Löwe“ übersetzt werden kann. Ende des 12. Jahrhunderts erhielt Lomsia den neuen Namen Achal-zilche, was wörtlich übersetzt „Neue Festung“ bedeutet. Rabati (arabisch für „Festung“) wurde in der Regel das Handelsviertel der Festung genannt, in dem früher vor allem jüdische Händler und Handwerker lebten, doch nach dem Wiederaufbau wurde der Name auch für die Festung selbst benutzt. Auf der offiziellen Website der Stadtverwaltung von Achalziche und auf der offiziellen Facebook-Seite der Festung wird der Name „Achalziche (Rabati)“ oder einfach „Achalziche“ verwendet." In den meisten historischen Dokumenten wird die Burg Achalziche genannt.

## Geschichte

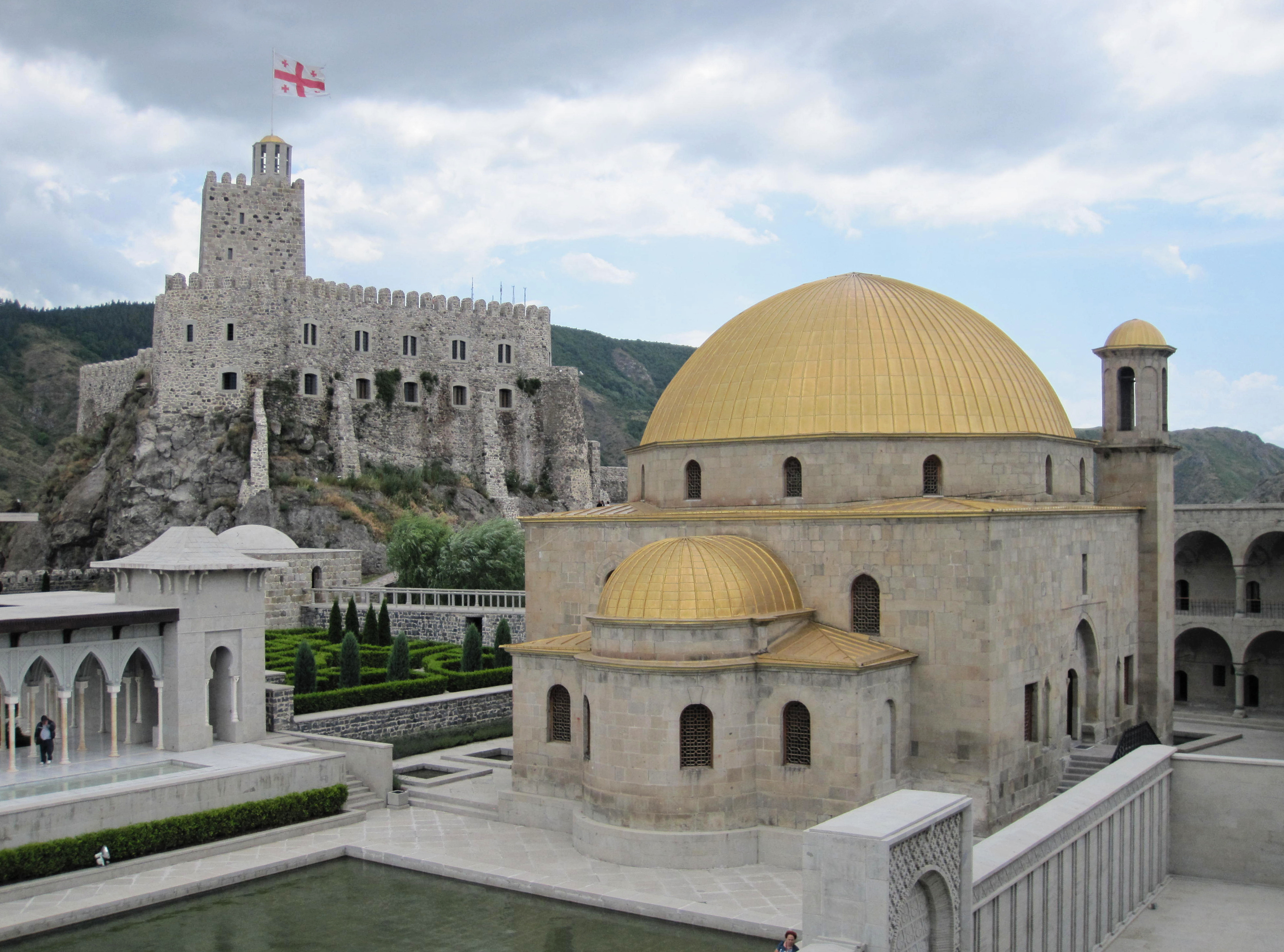
Innerhalb der Festung

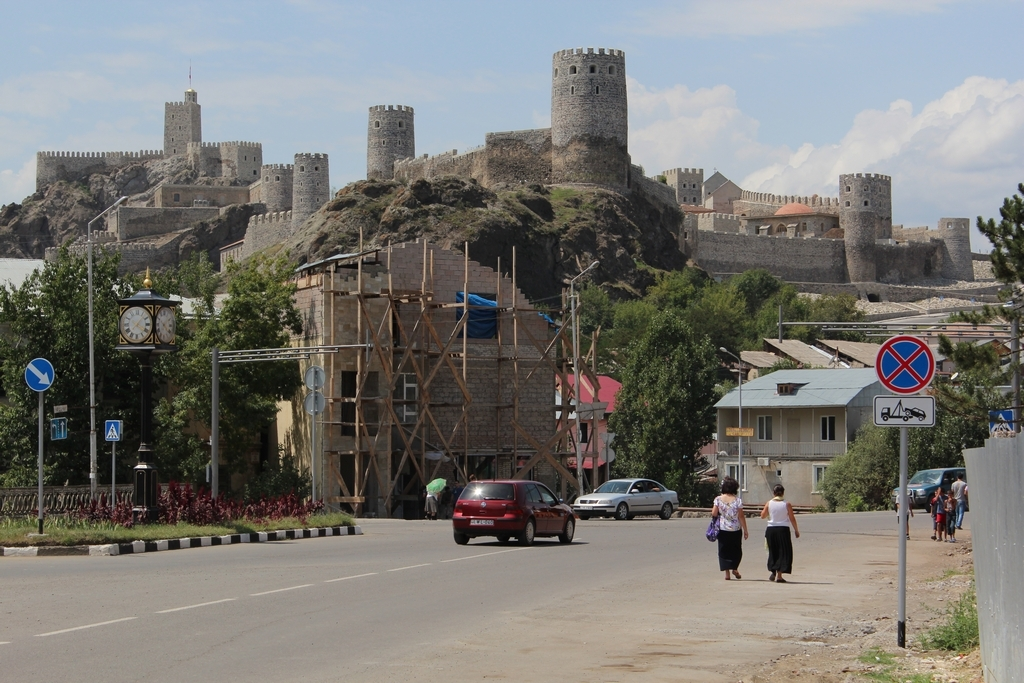
Blick auf die Festung von der Stadt aus

Den georgischen Chroniken zufolge wurde die Stadt im 9. Jahrhundert von Guaram Mampali, dem Sohn des Königs von Tao-Klarjeti, gegründet. Ende des 12. Jahrhunderts wurde Lomsia zu einer Stadt mit dem neuen Namen Achal-ziche (Neue Festung), die neben der Festung über ein System von stadtweiten Befestigungen verfügte – hohe Mauern, bewachte Eingangstore und Wachtürme. Vom 13. bis zum Ende des 14. Jahrhunderts war sie die Hauptstadt von Samzche-Saatabago, regiert von der georgischen Fürstenfamilie (mtawari) Jaqeli.
Im Jahr 1393 wurde die Stadt von den Armeen Tamerlans angegriffen. Trotz der türkisch-mongolischen Invasionen hielt die Festung stand und blühte danach weiter auf. Nach dem Vertrag von Konstantinopel im Jahr 1590 kam das gesamte Gebiet von Samzche-Saatabago, unter die Herrschaft des Osmanischen Reiches.
Nach der Unterzeichnung des Vertrag von Georgijewsk zwischen dem Königreich Kartlien und dem Russischen Reich stellte sich die Frage nach der Zugehörigkeit der Ortschaft. Der erste russische Versuch, die Festung im Jahr 1810 einzunehmen, scheiterte. Allerdings gelang es Fürst Paskewitsch 18 Jahre später, die Festung in der großen Schlacht von Achalziche zu stürmen. Nach dem Vertrag von Adrianopel im Jahr 1829 gaben die Osmanen den Anspruch auf die Ortschaft auf. Während des Krimkriegs kam es 1853 zu einer weiteren Schlacht um die Stadt, welche mit einem russischen Sieg endete. Nach der Oktoberrevolution gelangte die Ortschaft für eine kurze Zeit wieder unter türkische Kontrolle.
Während der Sowjetzeit wurde die Burg für eine Zeit als Militärkrankenhaus genutzt, blieb allerdings weitgehend vernachlässigt. Nach der Unabhängigkeit Georgiens in den 1990er Jahren war die Burg verfallen. Die Festung und die angrenzenden Gebäude wurden 2011/2012 umfassend umgebaut und renoviert, um mehr Touristen in die Gegend zu locken.

## Architektur
Achalziche bestand ursprünglich aus drei Teilen: der Burg, der umgebenden Zitadelle und der eigentlichen Stadt. Die Burg war von drei Festungsmauern umgeben und durch Tunnel mit den angrenzenden Gebieten verbunden. Innerhalb der Zitadelle befanden sich neben der Burg ein großer Innenhof, ein Arsenal, eine Münzstätte, ein Bad und eine Kirche. Im Jahr 1752 wurde nach der Konversion der einheimischen Herrscher zum Islam innerhalb der Burg eine Moschee im Stil der Hagia Sophia in Konstantinopel errichten, wobei er die typische Struktur einer georgisch-orthodoxen Kirche verwendete und eine Madrasa und ein Minarett anbaute. Die Moschee war 76 Jahre lang bis 1828 in Betrieb. Später, im Jahr 1850, wurde sie auf Anordnung des russischen Kaisers im Namen der Jungfrau Maria geweiht und diente weitere 92 Jahre lang bis 1920 als Kirche.

## Restauration
Im Mai 2011 begann der Wiederaufbau der Festung, der mit der Restaurierung und dem Wiederaufbau zahlreicher Gebäude einherging, die in der Vergangenheit zerstört worden waren. Zu diesem Zweck stellte die georgische Regierung 34 Millionen Lari  (knapp acht Millionen Euro) aus dem Staatshaushalt bereit. Im Rahmen des Projekts wurden die Moschee, das Minarett der Moschee, die Madrasa, das Jakeli-Schloss, die Bäder, die Zitadelle, die Festungsmauern und die orthodoxe Kirche auf dem Gelände der Festung erneuert. Auch der Tunnel, der zum Fluss Pozchowiszqali führt, wurde restauriert. Im Rahmen des Projekts wurden zwei Hauptstraßen der Festung instand gesetzt, ein Bürgersteig angelegt und die Fassaden und Dächer der Gebäude restauriert.

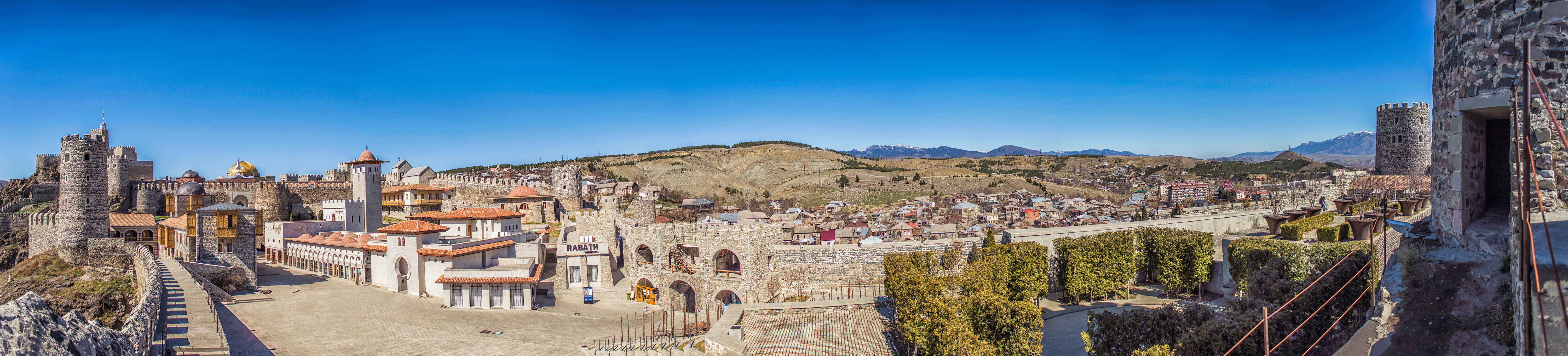
Panorama